# Lycosoides caparti
Lycosoides caparti là một loài nhện trong họ Agelenidae.
Loài này thuộc chi Lycosoides. Lycosoides caparti được miêu tả năm 1980 bởi de Blauwe.